# Emily Shearman
Emily Shearman, född 23 februari 1999, är en nyzeeländsk tävlingscyklist som tävlar i bancykling.

## Karriär
Shearman ingick i det nyzeeländska laget i lagförföljelse som tog silver vid världsmästerskapen 2023. Vid OS 2024 ingick hon i det nyzeeländska laget i lagförföljelse som tog silver.